# Felicitas Breest
Felicitas Breest ist eine deutsche Sopranistin und Schauspielerin.

## Leben und Wirken
Felicitas Breest wuchs in einer Musikerfamilie in Hamburg als Tochter von Almuth und Günther Breest auf.
Sie schloss 2001 die Schule für Schauspiel Hamburg ab. Zudem erhielt sie Gesangsunterricht bei Sam Thiel und anschließend bei Cheryl Studer. Nach festen Engagements am Meininger Staatstheater (2005–2009) und am Theater Krefeld und Mönchengladbach (2010–2012) sowie Gastrollen am Staatstheater Weimar und der Oper Halle, beides unter der Regie von Thirza Bruncken, widmete sich Felicitas Breest dem Liedgesang und der Oper.
Mit verschiedenen Programmen, die Musik und Literatur miteinander verbinden ‒ z. B. die Winterreise von Franz Schubert, mit Auszügen aus Lenz von Georg Büchner ‒, tritt sie u. a. mit dem Pianisten Siegfried Gerlich und der Schauspielerin Hannelore Hoger auf. Sie ist Mitglied des Ensembles von George Kochbeck.
Gemeinsam mit der Pianistin Masha Dimitrieva hat Felicitas Breest 2019 eine Weltersteinspielung der Lieder von Gordon Sherwood veröffentlicht. Es ist die erste CD einer geplanten Gesamtaufnahme der bisher unveröffentlichten Lieder des US-amerikanischen Komponisten.

## Belege
1. ↑  SWR2: Der Musikproduzent Günther Breest. Abgerufen am 3. Februar 2020.
2. ↑  Theater Krefeld: Felicitas Breest - Biografie (Memento des Originals vom 23. Juni 2017 im Internet Archive)  Info: Der Archivlink wurde automatisch eingesetzt und noch nicht geprüft. Bitte prüfe Original- und Archivlink gemäß Anleitung und entferne dann diesen Hinweis.. Abgerufen am 12. März 2020.
3. ↑  Ilka Seifert: Herzog Blaubart & Bremer Freiheit. Archiviert vom Original (nicht mehr online verfügbar) am 3. Februar 2020; abgerufen am 3. Februar 2020.  Info: Der Archivlink wurde automatisch eingesetzt und noch nicht geprüft. Bitte prüfe Original- und Archivlink gemäß Anleitung und entferne dann diesen Hinweis.
4. ↑  dieharke.de/Nachrichten/Grosse-Gefuehle-mit-Hannelore-Hoger-75836.htm
5. ↑  klassik-heute.com/4daction/www_medien_einzeln?id=23021#Werke

| Personendaten    | Personendaten                           |
| ---------------- | --------------------------------------- |
| NAME             | Breest, Felicitas                       |
| KURZBESCHREIBUNG | deutsche Sopranistin und Schauspielerin |
| GEBURTSDATUM     | 20. Jahrhundert                         |